# Елизаровский сельсовет (Солнечногорский район)
Елизаровский сельсовет — упразднённая административно-территориальная единица, существовавшая на территории Солнечногорского района Московской области в 1954—1972 годах.
Елизаровский с/с был образован 14 июня 1954 года в составе Солнечногорского района Московской области путём объединения Мостовского (селения Заовражье, Захарьино, Зеленино, Мостки и Федино) и Тимоновского (селения Вельево, Рыгино и Тимоново) с/с. Центром сельсовета стало селение Елизарово.
7 декабря 1957 года Солнечногорский район был упразднён и Елизаровский с/с вошёл в Химкинский район.
28 июля 1960 года Химкинский район был упразднён, а Елизаровский с/с передан в воссозданный Солнечногорский район.
26 декабря 1962 года Солнечногорский район был переименован в Солнечногорский сельский, в состав которого вошёл Елизаровский с/с. 
21 ноября 1964 года Солнечногорский сельский район был переименован в Солнечногорский, в состав которого вошёл Елизаровский с/с.
2 декабря 1972 года Елизаровский с/с был упразднён, а его территория передана в Тарака́новский с/с (селения Вельево, Заовражье, Захарьино, Зеленино, Мостки, Рыгино, Тимоново и Федино).